# Birsfelden
Birsfelden est une commune suisse du canton de Bâle-Campagne, située dans le district d'Arlesheim.

## Géographie

Vue aérienne (1954).

Birsfelden mesure 2,52 km2.
La commune est située à l'embouchure de la Birse, sur les bords du Rhin, à une altitude de 259 mètres. Elle jouxte la ville de Bâle.

## Démographie
Birsfelden compte 10 264 habitants au 31 décembre 2022. Sa densité de population atteint 4073 hab./km2.

## Histoire
Birsfelden doit son développement à la frontière cantonale née de la séparation entre Bâle-Ville et Bâle-Campagne en 1833. En 1875, Birsfelden s'est séparée de Muttenz pour devenir une commune autonome.
Le 7 juin 2009, une place « Anne Frank » est inaugurée en hommage à la jeune juive morte en 1944 dans un camp de concentration. Son père, Otto Frank, a vécu dans le village après la guerre jusqu'à sa mort en 1980.

## Économie
- Kraftwerk Birsfelden SA est la société électrique possédant et exploitant la centrale hydroélectrique de Birsfelden, la plus puissante centrale au fil de l'eau en Suisse, construite en 1954.

## Transports
- Autoroute A2, Bâle-Chiasso sortie No 4
- Port fluvial de Birsfelden sur le Rhin

## Culture et patrimoine

### Héraldique
| Blason | Blasonnement : De gueules à trois étoiles d'or surmontées en chef d'une devise ondée d'argent. |

### Personnalités
- Markus Eggler, joueur de curling
- Karl Engel, pianiste
- Otto Frank